# Сельсоветы Латвийской ССР
Сельсоветы (латыш. ciemu padomes) в Латвийской ССР были образованы в 1945 году как составная часть волостей (латыш. pagasti), представляя собой вид низшей (третьего уровня) административно-территориальной единицы ЛССР.
В 1949 году, в результате территориальной реформы, волости и образуемые ими уезды (латыш. apriņķi) были упразднены, а на их месте учреждены районы (латыш. rajoni), таким образом, сельсоветы перешли на второй (низший) уровень административно-территориального деления Латвийской ССР.

## Учреждение
Процесс формирования сельсоветов начался 1 августа 1945 года с принятием декретов Президиума Верховного Совета Латвийской ССР о создании сельсоветов в Мадонском, Абренском и Илукстском уездах. 10 сентября 1945 года были приняты декреты о создании сельсоветов в Талсинском, Тукумском, Кулдигском, Айзпутском, Екабпилсском, Валмиерском и Лудзенском уездах. В последних двух уездах: Цесисском и Лиепайском, сельсоветы были образованы аналогичными декретами 8 октября 1945 года.

## Количество
Всего первоначально было учреждено 1362 сельсовета, распределённых между 510 волостями, но уже со следующего года их количество стало уменьшаться, сократившись почти вдвое к июлю 1954 года.
|                        | 1945 | 1946        | 1947 | 1948 | 1949 | 1950        | 1951 | 1952 | 1953 | 1954       | 1955 | 1956 | 1957 | 1958      | 1959 | 1960          | 1961 | 1962 | 1963 | 1964 | 1965      |
| Количество сельсоветов | 1362 | 1362 (1361) | 1361 |      | 1306 | 1358 (1334) | 1334 |      |      | 1229 (708) | 708  |      | 661  | 661 (645) | 649  | 643 (642 628) | 607  | 607  | 589  | 569  | 564 (553) |
| Учреждено сельсоветов  | 1362 | —           | —    | —    | —    | —           | —    | —    | 708  | 1          | 1    | —    | 1    | —         | —    | —             | —    | —    | —    | 2    |           |
| Упразднено сельсоветов | —    | —           | 55   | 6    | 23   | 104         | —    | —    | 521  | 1          | 20   | 26   | 8    | 11        | —    | 20            | 18   | 20   | 6    | 12   |           |

|                        | 1966 | 1967 | 1968 | 1969 | 1970 | 1971 | 1972 | 1973 | 1974 | 1975 | 1976 | 1977 | 1978 | 1979 | 1980 | 1981 | 1982 | 1983 | 1984 | 1985 | 1986 | 1987 | 1988 | 1989 |
| Количество сельсоветов |      | 546  |      |      | 539  | 534  | 534  | 534  | 528  |      | 507  |      | 481  | 481  | 470  | 468  | 468  | 468  | 468  |      |      | 467  |      |      |
| Учреждено сельсоветов  | —    | —    | —    | —    |      | 6    |      | 5    | —    | 12   |      | 1    |      | —    | —    | —    |      |      | —    | —    | —    | 4    |      |      |
| Упразднено сельсоветов | 7    | —    | 4    | 3    | 11   | 11   | —    | 32   | 27   | 11   | 2    | —    | 1    | —    | 2    | —    |      |      |      |      |      |      |      |      |

## Упразднение
В начале 1990-х годов, в период с 15 февраля 1990 года по 15 августа 1991 года, сельсоветы были упразднены путём их реорганизации в волости.

## Перечни

### По состоянию на 1 июля 1954 года
Согласно справочнику «Административно-территориальное деление Латвийской ССР 1954 год», по состоянию на 1 июля 1954 года в Латвийской ССР было 708 сельсоветов.
| №  | Название сельсовета       | Район                |
| -- | ------------------------- | -------------------- |
| 1  | Абавский сельсовет        | Кандавский район     |
| 2  | Абавский сельсовет        | Кулдигский район     |
| 3  | Абавский сельсовет        | Тукумский район      |
| 4  | Абгунстский сельсовет     | Элейский район       |
| 5  | Абельский сельсовет       | Екабпилсский район   |
| 6  | Абрупский сельсовет       | Гауенский район      |
| 7  | Аглонский сельсовет       | Прейльский район     |
| 8  | Адажский сельсовет        | Саулкрастский район  |
| 9  | Айвиекстский сельсовет    | Мадонский район      |
| 10 | Айвиекстский сельсовет    | Плявиньский район    |
| 11 | Айзвикский сельсовет      | Приекульский район   |
| 12 | Айздзирский сельсовет     | Кандавский район     |
| 13 | Айзкалнский сельсовет     | Прейльский район     |
| 14 | Айзкрауклский сельсовет   | Плявиньский район    |
| 15 | Айзкуйский сельсовет      | Цесвайнский район    |
| 16 | Айзпутский сельсовет      | Айзпутский район     |
| 17 | Айзупский сельсовет       | Кандавский район     |
| 18 | Аллажский сельсовет       | Сигулдский район     |
| 19 | Алсвикский сельсовет      | Алуксненский район   |
| 20 | Алуксненский сельсовет    | Алуксненский район   |
| 21 | Андзельский сельсовет     | Дагдский район       |
| 22 | Андрупенский сельсовет    | Дагдский район       |
| 23 | Аннениекский сельсовет    | Добельский район     |
| 24 | Анненский сельсовет       | Алуксненский район   |
| 25 | Анцский сельсовет         | Дундагский район     |
| 26 | Априкский сельсовет       | Айзпутский район     |
| 27 | Апский сельсовет          | Апский район         |
| 28 | Ардавский сельсовет       | Прейльский район     |
| 29 | Арлавский сельсовет       | Талсинский район     |
| 30 | Аронский сельсовет        | Мадонский район      |
| 31 | Арциемский сельсовет      | Алойский район       |
| 32 | Асарский сельсовет        | Акнистский район     |
| 33 | Аситский сельсовет        | Приекульский район   |
| 34 | Асунский сельсовет        | Дагдский район       |
| 35 | Аташиенский сельсовет     | Крустпилсский район  |
| 36 | Атспукский сельсовет      | Вараклянский район   |
| 37 | Аугсткалнский сельсовет   | Даугавпилсский район |
| 38 | Аугсткалнский сельсовет   | Элейский район       |
| 39 | Аугстрозский сельсовет    | Лимбажский район     |
| 40 | Аужгуленский сельсовет    | Даугавпилсский район |
| 41 | Аулейский сельсовет       | Краславский район    |
| 42 | Аумейстерский сельсовет   | Смилтенский район    |
| 43 | Аурский сельсовет         | Добельский район     |
| 44 | Аусекльский сельсовет     | Валмиерский район    |
| 45 | Аусмский сельсовет        | Элейский район       |
| 46 | Ауструмский сельсовет     | Добельский район     |
| 47 | Бабитский сельсовет       | Рижский район        |
| 48 | Балвский сельсовет        | Балвский район       |
| 49 | Балдонский сельсовет      | Балдонский район     |
| 50 | Балгальский сельсовет     | Кандавский район     |
| 51 | Балтинавский сельсовет    | Карсавский район     |
| 52 | Балтинский сельсовет      | Краславский район    |
| 53 | Барбельский сельсовет     | Бауский район        |
| 54 | Баркавский сельсовет      | Вараклянский район   |
| 55 | Бартский сельсовет        | Приекульский район   |
| 56 | Басский сельсовет         | Алсунгский район     |
| 57 | Бауский сельсовет         | Бауский район        |
| 58 | Бебренский сельсовет      | Илукстский район     |
| 59 | Бебрский сельсовет        | Плявиньский район    |
| 60 | Бейский сельсовет         | Алуксненский район   |
| 61 | Белявский сельсовет       | Гулбенский район     |
| 62 | Бенский сельсовет         | Ауцский район        |
| 63 | Бергский сельсовет        | Рижский район        |
| 64 | Берзайнский сельсовет     | Валмиерский район    |
| 65 | Берзаунский сельсовет     | Мадонский район      |
| 66 | Берзгальский сельсовет    | Резекненский район   |
| 67 | Берзинский сельсовет      | Дагдский район       |
| 68 | Берзпилсский сельсовет    | Балвский район       |
| 69 | Безский сельсовет         | Добельский район     |
| 70 | Берстельский сельсовет    | Элейский район       |
| 71 | Бикерниекский сельсовет   | Даугавпилсский район |
| 72 | Бикстский сельсовет       | Добельский район     |
| 73 | Билский сельсовет         | Смилтенский район    |
| 74 | Биндарский сельсовет      | Прейльский район     |
| 75 | Биржский сельсовет        | Екабпилсский район   |
| 76 | Бирзгальский сельсовет    | Яунелгавский район   |
| 77 | Бирзульский сельсовет     | Смилтенский район    |
| 78 | Бириньский сельсовет      | Саулкрастский район  |
| 79 | Битский сельсовет         | Добельский район     |
| 80 | Бичский сельсовет         | Малтский район       |
| 81 | Блидиенский сельсовет     | Салдусский район     |
| 82 | Бломский сельсовет        | Смилтенский район    |
| 83 | Блонтский сельсовет       | Лудзенский район     |
| 84 | Бозаукский сельсовет      | Карсавский район     |
| 85 | Брантский сельсовет       | Смилтенский район    |
| 86 | Браславский сельсовет     | Алойский район       |
| 87 | Бренгульский сельсовет    | Валмиерский район    |
| 88 | Бривземниекский сельсовет | Алойский район       |
| 89 | Бригский сельсовет        | Зилупский район      |
| 90 | Бродайжский сельсовет     | Лудзенский район     |
| 91 | Брукненский сельсовет     | Бауский район        |
| 92 | Брунавский сельсовет      | Бауский район        |
| 93 | Букайшский сельсовет      | Ауцский район        |
| 94 | Бумбишкский сельсовет     | Резекненский район   |
| 95 | Бункский сельсовет        | Приекульский район   |
| 96 | Буртниекский сельсовет    | Валмиерский район    |

### По состоянию на 1 июля 1957 года
Согласно справочнику «Административно-территориальное деление Латвийской ССР 1957 год», по состоянию на 1 июля 1957 года в Латвийской ССР был 661 сельсовет.
| № | Название сельсовета | Район |
| - | ------------------- | ----- |
| 1 | сельсовет           | район |

### По состоянию на 1 августа 1961 года
Согласно справочнику «Административно-территориальное деление Латвийской ССР 1961 год», по состоянию на 1 августа 1961 года в Латвийской ССР было 607 сельсоветов.
| № | Название сельсовета | Район |
| - | ------------------- | ----- |
| 1 | сельсовет           | район |

### По состоянию на января 1972 года
Согласно справочнику «Административно-территориальное деление Латвийской ССР 1972 год», по состоянию на 1 января 1972 года в Латвийской ССР было 534 сельсовета.
| № | Название сельсовета | Район |
| - | ------------------- | ----- |
| 1 | сельсовет           | район |

### По состоянию на 1 января 1978 года
Согласно справочнику «Административно-территориальное деление Латвийской ССР 1978 год», по состоянию на 1 января 1978 года в Латвийской ССР было 481 сельсовет.
| № | Название сельсовета | Район |
| - | ------------------- | ----- |
| 1 | сельсовет           | район |